# Радянський голос
Радянський голос (пол. Głos Radziecki) — польськомовна газета, яку видавала радянська влада в Києві. З вересня 1939 р. по січень 1941 р. розповсюджувалася в «західних областях СРСР».
Виникла 1937 року замість видання «Серп».